# Arras-sur-Rhône
Arras-sur-Rhône é uma comuna francesa na região administrativa de Auvérnia-Ródano-Alpes, no departamento de Ardèche. Estende-se por uma área de 5,89 km². Em 2010 a comuna tinha 550 habitantes (densidade: 93,4 hab./km²).